# WIN.COM
WIN.COM – specjalny plik wykonywalny służący do uruchamiania systemu Microsoft Windows z poziomu MS-DOS. W systemie Windows 3.1 i jego poprzednikach WIN.COM jest uruchamiany ręcznie z linii poleceń lub jako wpis w pliku AUTOEXEC.BAT. W Windows 95 i następcach program jest automatycznie ładowany przez IO.SYS po przetworzeniu poleceń z pliku AUTOEXEC.BAT. Plik WIN.COM występuje również w niektórych systemach z rodziny Windows NT w folderze SYSTEM32, w celu utrzymania kompatybilności z niektórymi programami.

## Sposób użycia
WIN.COM posiada specjalne parametry umożliwiające przeprowadzenie diagnostyki oraz naprawy systemu. Szeroki opis tych parametrów dostępny jest na stronie Microsoftu.

## Problemy
Uszkodzenie lub usunięcie pliku WIN.COM powodowało poważne problemy dla użytkowników Windows 95 i Windows 98 – w istocie uniemożliwiało uruchomienie systemu; pierwsze wirusy atakowały także plik WIN.COM.
Strona internetowa Microsoftu posiadała informacje na temat błędów związanych z WIN.COM.